# Pristomyrmex lucidus
Pristomyrmex lucidus is een mierensoort uit de onderfamilie van de Myrmicinae. De wetenschappelijke naam van de soort is voor het eerst geldig gepubliceerd in 1897 door Emery.